# Boh Plantations Limited
Pour les articles homonymes, voir Boh.
Boh Plantations Limited (BPL) est une structure camerounaise qui produit 12 000 tonnes de bananes par an sur 264 ha dans le Fako. 

## Histoire
Boh Plantations Limited est la seule entreprise active dans la banane au Cameroun et détenue par un investisseur privé camerounais. Les deux autres entreprises, les Plantations du Haut-Penja (PHP) et la CDC sont des propriétés, respectivement, de privé non camerounais et de l'État camerounais.

## Activités

### Localisation et domaine
La BPL est créée en 2009 avec près de 1000 employés. Installée près de Tiko, elle y exploite différentes terres et subit les conséquences de la crise anglophone au Cameroun,. D'un chiffre d'affaires en baisse en 2017, elle redresse ses ventes en 2020.  
Elle exploite 265 hectares.  

### Fonctionnement
Eric Njong en est le directeur.
Des syndicats et délégués du personnel interviennent dans la vie de l'entreprise. L'entreprise réalise des investissements pour le personnel dans ses champs.